# Sousa (geslacht)
Sousa (soms ook Stenopontistes) is een geslacht van dolfijnen. De dolfijnen van dit geslacht worden gekarakteriseerd door de opvallende bult en de lange vin op hun rug. Ze komen voor bij de kusten van West-Afrika en van Zuid-Afrika tot Australië.

## Taxonomie
De taxonomische classificatie van het geslacht Sousa is ingewikkeld en wordt vaak in twijfel getrokken. Er worden vier soorten erkend:
- Sousa chinensis – Chinese witte dolfijn
- Sousa plumbea
- Sousa sahulensis
- Sousa teuszi – Kameroendolfijn

In de jaren 70 was er sprake van drie verschillende soorten (S. lentiginosa, S. plumbea, S. borneensis) die nu in één soort zijn opgenomen: S. chinensis.
Midden de jaren 2000 werden maar twee vormen algemeen aanvaard: de Chinese witte dolfijn en de Kameroendolfijn. Andere studies wezen dan weer uit dat er drie soorten zouden zijn, waarbij de Chinese dolfijn eigenlijk uit twee soorten zou bestaan: een soort uit het westen van de Indische Oceaan (S. plumbea) en een uit de Grote Oceaan en het oostelijke deel van de Indische Oceaan (S. chinensis). De grens tussen de twee soorten wordt dan in de buurt van het Indonesische eiland Sumatra geschat. Daarbij zou het echter onvermijdelijk zijn dat de soorten zich met elkaar zouden vermengen. Volgens onderzoek op basis van morfologische en genetische studies zou er echter niet kunnen gesproken worden over twee soorten. Ander onderzoek wijst dan weer uit dat de S. chinensis-vorm rond Australië meer afwijkt van zijn "soortgenoten" (S. chinensis van andere streken en S. plumbea) dan die met de Kameroendolfijn. Genetisch en morfologisch onderzoek uit 2013 wees dan weer in een opdeling van minstens vier soorten: Sousa teuszii, de Kameroendolfijn; Sousa plumbe, dat voorkomt van het centrum tot het westen van de Indische Oceaan; Sousa chinensis, uit het oosten van de Indische en het westen van de Stille Oceaan; en een vierde soort die nog geen wetenschappelijke naam kreeg en voorkomt in het noorden van Australië.
De Kameroendolfijn wordt wel algemeen aanvaard als aparte soort. Deze soort is dan ook geografisch sterk afgezonderd van de andere soort(en).
Verder onderzoek is nodig om definitief uitsluitsel te geven over de taxonomie.